# Drahotuše (nádraží)
Drahotuše (dřívější název: Drahotusch) jsou železniční stanice, která se nachází na trati Přerov–Bohumín, původní železniční trať společnosti c.k. privilegované Severní dráhy císaře Ferdinanda (SDCF) v Drahotuších. Je součástí II. tranzitního železničního koridoru.

## Historie
Výstavba probíhala v letech 1844 až 1847. Výstavbu trati řídil Karl Hummel. V letech 1960–1963 byla trať elektrizována.[zdroj?]
Výstavba II. koridoru ČD probíhala v letech 1999–2001 a v roce 2012 byl zaveden pravostranný provoz.
Od 29. května 2009 je stanice dálkově řízena z CDP Přerov.
V roce 1909 byla uvedena do provozu tříkilometrová úzkokolejná dráha z kamenolomu v Hrabůvce s nákladištěm ve stanici Drahotuše. Provoz byl ukončen v roce 1972 a v rámci výstavby II. koridoru byly násypky a zbytky kolejí zlikvidovány.

## Stanice
Železniční zastávka s malou dřevěnou čekárnou byla zřízena v roce 1880. Stanice byla křižovací mezi úseky Lipník a Hranice. V roce 1909 byla postavena podél trati podle plánů architekta Franze Bobrowského výpravní budova, služební obytný dům pro čtyři rodiny, přízemní lampárna a jihovýchodně od výpravny obytný dům pro osm rodin. V letech 1999 až 2002 byla ve stanici (východně) postavena provozní budova a podchod se zděnou výtahovou šachtou na ostrovní nástupiště.

### Výpravní budova
V roce 1909 byla vybudována výpravní budova podle plánu architekta Franze Bobrowského. Výpravní patrová budova, která je obdélného půdorysu se středním dvouosým rizalitem na uliční straně, je postavena podle typizovaného projektu (Spezialplan No 2077) z omítaného zdiva v pozdním secesním slohu, krytá valbovou střechou. V patře třípokojový byt a dvoupokojový byt s kuchyněmi a společným příslušenstvím na chodbě. V pozdějších letech byl přistavěn přízemní přístřešek. Z původních členěných omítaných fasád se dochovalo (k roku 2012) na přednádražním průčelí a boční východní straně členění pásovou bosáží, v patře zdobení čabrakami parapetních výplní oken a řadou vpadlých čtverců a obdélníků v kombinacích hladkých a strukturovaných omítek. Na východní straně pod korunní římsou v hladké čabrace je dochován secesní nápis v češtině bez diakritiky. Drážní a západní strana s přístavkem je hladce omítnutá. Původní okna byla nahrazena plastovými.

### Obytný dům
Pro zajištění kvalifikované a spolehlivé pracovní síly a především jejich dosažitelnost, byly pro zaměstnance dráhy stavěny obytné domy v blízkosti železnice. V roce 1909 byl postaven podle typizovaného plánu (Normalplan 167a,b) služební obytný dům pro čtyři rodiny v pozdně secesním slohu krytý valbovou střechou s kazetovým podbitím. Obytný dům měl v každém patře dva dvojpokojové byty s velkou kuchyní a vlastním příslušenstvím. Centrální schodiště elipsovitého půdorysu bylo osvětleno termálním oknem. Dochovány (k 2012) detaily kovového zábradlí centrálního schodiště. Fasáda byla omítnutá v kombinaci s plochami hladkých a strukturovaných omítek s řadami vpadlých čtverců. V současné době (k roku 2012) je hladce omítnutá s vyměněnými plastovými okny.[zdroj?]
Obytný dům pro osm rodin (Spezialplan No 2011) byl postaven jihovýchodně od výpravny (čp. 249 styk ulic K nádraží a Jana Nerudy). Dům krytý valbovou střechou s kazetovým podbitím měl ryzalit ve střední ose se vstupem na schodiště. V každém patře byly dva jednopokojové a dva dvojpokojové byty s kuchyní a vlastním příslušenstvím (situováno kolem schodiště). Fasáda byla omítnutá v kombinaci s plochami hladkých a strukturovaných omítek s řadami vpadlých čtverců. V současné době (k roku 2012) je hladce omítnutá s vyměněnými plastovými okny.[zdroj?]

### Lampárna
Mezi výpravní budovou a obytným domem pro čtyři rodiny byla postavena přízemní lampárna s valbovou střechou, ve které byly prováděny opravy lamp a svítidel. Lampárna byla postavena podle typového plánu (Spezialplan No 2279). Zahrnovala sklad lamp, sklad petroleje, příruční sklad a místnost kasáren. V pozdějších letech byla lampárna prodloužena na dvojnásobek své délky a z uliční strany přistavěna krátká kolmá křídla. V současné době (k roku 2012) je hladce omítnutá s vyměněnými plastovými okny.

## Služby ve stanici
V železniční stanici jsou cestujícím poskytovány tyto služby: bezbariérové WC, odbavení cestujících se provádí ve vlaku. V blízkosti je zastávka autobusové dopravy.
Turistické trasy asi 300 m východním směrem ulicí K nádraží:
- zelená turistická trasa vede z Teplic nad Bečvou přes Drahotuše dál ke Klokočí a na Hrabůvku.
- cyklotrasa 6173 a 6241
- cyklotrasa 6060 a 6240